# Thomas R. Mills
Pour les articles homonymes, voir Mills.
Thomas R. Mills est un acteur et réalisateur britannique, né à Londres le 28 juin 1878, et mort à Los Angeles (États-Unis) le 29 novembre 1953

## Filmographie partielle

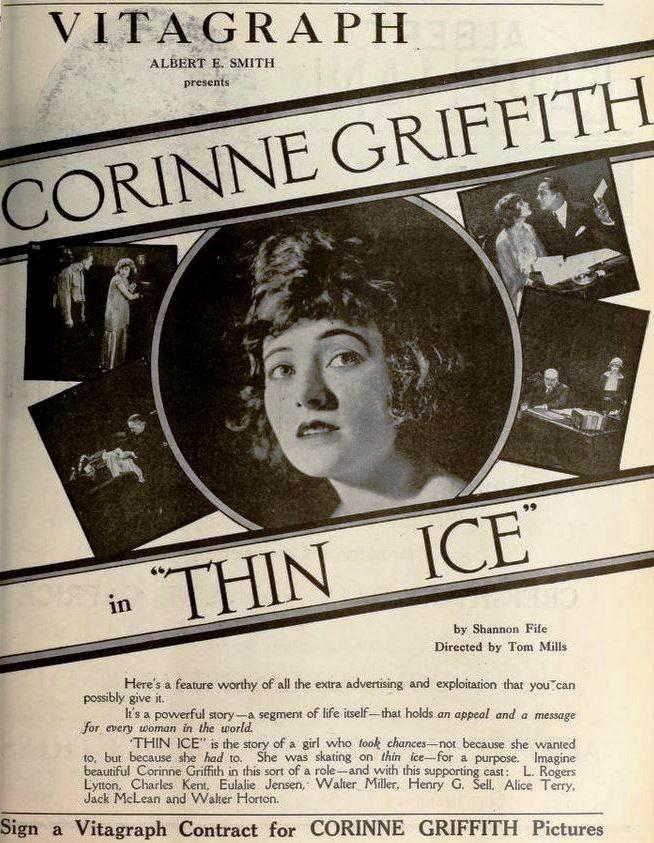
Thin Ice réalisé par Thomas R. Mills en 1919.

### Comme acteur

#### Années 1910
- 1916 : Whom the Gods Destroy de J. Stuart Blackton et Herbert Brenon : The King
- 1917 : No Story
- 1917 : Indiscretion, de Wilfrid North

#### Années 1920
- 1923 : The Wolf Man de Edmund Mortimer
- 1924 : A Man's Mate de Edmund Mortimer
- 1924 : Le Mari de Janette (Star Dust Trail ) de Edmund Mortimer
- 1925 : Pas de femme (The Arizona Romeo) de Edmund Mortimer
- 1925 : Le Séducteur (The Kiss Barrier) de Roy William Neill

#### Années 1930
- 1935 : Les Misérables de Richard Boleslawski
- 1935 : The Great Impersonation de Alan Crosland
- 1937 : L'Aventure de minuit (It's Love I'm After) de Archie L. Mayo
- 1939 : Nous ne sommes pas seuls (We Are Not Alone) de Edmund Goulding

#### Années 1940
- 1940 : Une dépêche Reuter (A Dispatch from Reuter's), de William Dieterle

### Comme réalisateur
- 1917 : The Duplicity of Hargraves
- 1917 : The Renaissance at Charleroi
- 1917 : The Defeat of the City
- 1918 : A Mother's Sin
- 1919 : The Unknown Quantity
- 1919 : Thin Ice
- 1920 : Le Sirius (Duds)